# (300197) 2006 WX99
(300197) 2006 WX99 es un asteroide perteneciente al cinturón de asteroides descubierto el 19 de noviembre de 2006 por el equipo del Catalina Sky Survey desde el Catalina Sky Survey, Arizona, Estados Unidos.

## Designación y nombre
Designado provisionalmente como 2006 WX99.

## Características orbitales
2006 WX99 está situado a una distancia media del Sol de 3,024 ua, pudiendo alejarse hasta 3,444 ua y acercarse hasta 2,604 ua. Su excentricidad es 0,138 y la inclinación orbital 9,324 grados. Emplea 1921,35 días en completar una órbita alrededor del Sol.

## Características físicas
La magnitud absoluta de 2006 WX99 es 15,7. 